# Vicus Iugarius
El Vicus Iugarius (o «Calle de los fabricantes de yugos») es una calle de la Roma antigua que permitía acceder al Foro Romano desde el barrio del Velabro.

## Historia
El Vicus Iugarius es una calzada muy antigua, que existía posiblemente desde antes de la fundación de Roma. Se trata probablemente de una sección de una ruta comercial que permitía alcanzar el Tíber al punto donde las naves desembarcaban sus cargamentos de sal, luego la Via Salaria. El Vicus Iugarius se extendería entonces hasta la colina del Quirinal. Bajo la República y luego el Imperio, el término Vicus Iugarius no representaba más que una parte de la ruta arcaica que se había convertido en calle. 

## Origen del nombre
El término latino iugarius puede traducirse como «yugo» o «cresta». De acuerdo con esta última traducción, puede entenderse que el nombre de la ruta era «la carretera que sigue la cresta», refiriéndose a la cresta o cumbre de la colina del Capitolio que recorrería, seguramente a fin de evitar la zona pantanosa que ocupaba la depresión entre el Capitolio y el Palatino, antes de que se organizase el Foro. Por lo tanto, más que con el sentido posterior de «yugo», se estaría refiriendo a que es la carretera que recorría la cresta Capitolina.
Como términos latinos derivados de iugarius encontramos iugalis («unidos») y iugo («casar», «unir»). En español, se encuentran estas palabras en la raíz de expresiones como «yugo» o «conyugal».
Iuga y Iugalis forman parte de los epítetos asociados a la diosa Juno, identificada como la diosa del matrimonio. Se dedicó a esta divinidad un altar con el nombre de Iuno Iuga a lo largo del Vicus Iugarius, pero su ubicación precisa se desconoce. Aunque los autores antiguos dicen que el nombre de la vía se debe a este altar, es más probable que ocurriera justo a la inversa.

## Descripción
Uno de los extremos del Vicus Iugarius desemboca al noroeste del Foro Romano, a lo largo del lomo del monte Capitolino y entre el templo de Saturno y la basílica Julia, cerca del estanque de Servilio. Un arco, construido por Tiberio, y hoy desaparecido, marcaba el punto de arranque de la calzada después del Foro. Por otro lado, la carretera termina en el meridional Campo de Marte, cerca del Forum Holitorium, al nivel de la Porta Carmentalis de las murallas Servianas. Esta era la extensión de la calle en la época de la República tardía y la época imperial, pero en días anteriores, era mucho más larga llegando hasta el Quirinal y representando una parte de la ruta comercial original al río Tíber. 
Un lugar de la carretera conocido como el Equimaelium quizá documentaba el nivel de la casa de Espurio Melio.